# ويليام دكورث
ويليام دكورث (بالإنجليزية: William Duckworth)‏ هو ملحن أمريكي، ولد في 13 يناير 1943 في كارولاينا الشمالية في الولايات المتحدة، وتوفي في 13 سبتمبر 2012 بسبب سرطان البنكرياس.

## وصلات خارجية
- ويليام دكورث على موقع ميوزك برينز (الإنجليزية)
- ويليام دكورث على موقع أول ميوزيك (الإنجليزية)
- ويليام دكورث على موقع ديسكوغز (الإنجليزية)